# Rzeki na Białorusi

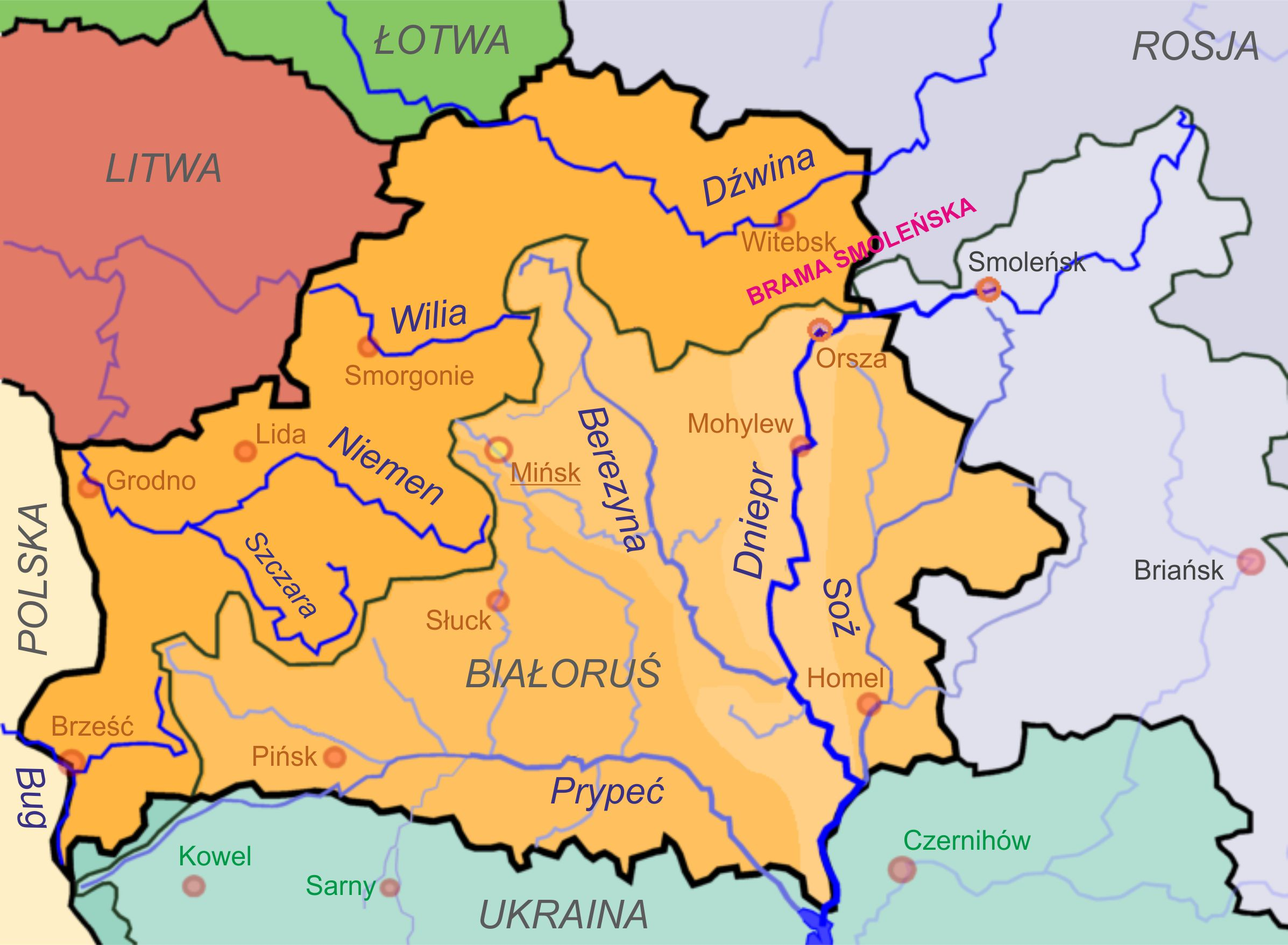
Rzeki Białorusi: dorzecza większych rzek i wododział między zlewiskami Morza Bałtyckiego i Morza Czarnego. Zaznaczona Brama Smoleńska.

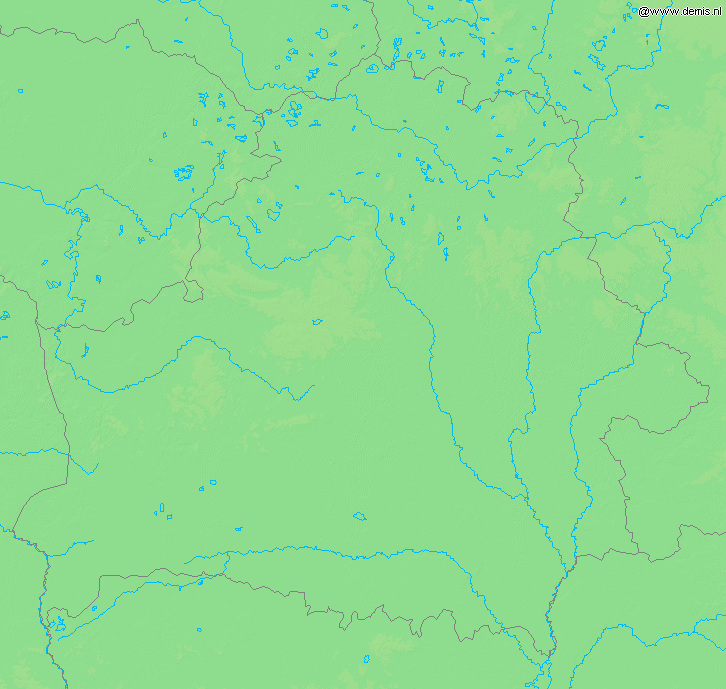
Sieć rzek Białorusi

Rzeki Białorusi mają charakter nizinny i reżim śnieżno-deszczowy. Ich łączna długość wynosi około 51 tys. km. Zamarzają od grudnia do końca marca. Dział wodny stanowi Grzęda Białoruska. Białoruskie rzeki należą do zlewisk:
- Morza Bałtyckiego – 42%
  - Dorzecze Wisły (Narew)
  - Dorzecze Niemna
  - Dorzecze Dźwiny
- Morza Czarnego – 58%
  - Dorzecze Dniepru

Niektóre z większych rzek Białorusi wymienione w porządku hydrograficznym w kolejności od ujścia do źródeł. Litery P lub L oznaczają dopływ prawy lub lewy.

## Najdłuższe rzeki Białorusi
| Nazwa    | Długość (w km) | Na terenie Białorusi (w km) |
| -------- | -------------- | --------------------------- |
| Dniepr   | 2145           | 690                         |
| Dźwina   | 1020           | 328                         |
| Niemen   | 937            | 459                         |
| Bug      | 831            | 169                         |
| Prypeć   | 761            | 495                         |
| Soż      | 648            | 493                         |
| Berezyna | 613            | 613                         |
| Wilia    | 510            | 276                         |
| Ptycz    | 421            | 421                         |
| Szczara  | 325            | 325                         |
| Swisłocz | 297            | 297                         |

## ZlewiskoMorza Czarnego

### DorzeczeDniepru
- Dniepr
  - P Druć
  - L Soż
    - L Ipuć
    - P Pronia

  - P Berezyna
    - P Swisłocz
      - P Niamiha

    - P Bobrujka

  - P Prypeć
    - L Brahinka
    - P Horyń
    - P Styr
    - L Ptycz
      - P Oressa

    - L Słucz
      - P Morocz

    - L Jasiołda

## ZlewiskoMorza Bałtyckiego

### DorzeczeNiemna
- Niemen
  - P Berezyna
  - L Szczara
  - P Kotra
  - P Wilia
    - L Wilejka
    - Narocz

  - P Mereczanka

### DorzeczeDźwiny
- Dźwina
  - L Kaspla
  - L Dzisna

### DorzeczeWisły
- P Narew
  - L Bug
    - P Muchawiec
      - P Dachłówka
      - P Żabinka
      - L Osipówka
      - L Ryta

    - P Leśna